# Роберто Крус (боксер)
Роберто де ла Крус (англ. Roberto de la Cruz, 21 листопада 1941) — філіппінський професійний боксер, виступав з 1955 по 1968 рік, чемпіон світу за версією WBA (1963) у першій напівсередній вазі.

## Біографія
Роберто Крус народився 21 листопада 1941 року в місті Багіо, Філіппіни.
Дебютував 10 лютого 1955, програвши в четвертому раунді Лауреано Льяренасу. Перший титул чемпіона Філіппін в напівлегкій вазі Крус отримав 1 жовтня 1959, коли переміг Лео Еспіносу в ході 12-раундового поєдинку, санкціонованого Управлінням ігор та розваг Філіппін. Протягом наступних трьох років Крус також виграв титул чемпіона Філіппін у напівсередній вазі, але також зазнав п'яти поразок в інших боях.
21 березня 1963 року Крус вперше бився за межами Філіппін. Він вирушив до США, щоб зустрітися з мексиканським боксером Раймундо Торресом у бою за вакантний титул WBA у першій напівсередній вазі. Бій проходив на «Доджер-стедіум», Лос-Анджелес, того вечора проходило ще два боя за чемпіонські титули: Еміль Гріффіт проти Луїса Мануеля Родрігеса в напівсередній вазі і Шугар Рамос проти Дейві Мура в напівлегкій вазі. Крус, який не був фаворитом, нокаутував Торреса у першому раунді та виграв титул. Однак, та ніч була затьмарена госпіталізацією та наступною смертю Мура після його бою з Рамосом.
Для першого захисту свого титулу Крус повернувся на Філіппіни, щоб зустрітися з колишнім чемпіоном світу американцем Едді Перкінсом на бейсбольному стадіоні імені Хосе Рісаля. На кону бою був також інагураційний титул чемпіона світу за версією WBC в першій напівсередній вазі. 15 червня 1963 року Перкінс здобув перемогу за очками, випередивши суперника на 15 пунктів. Бій почався погано для Круса, оскільки він був у нокдауні у першому раунді та сильно постраждав у третьому та шостому раундах. Хоча він зміг довести бій до кінця, йому не вдалося зберегти свій титул і він більше ніколи не боровся за пояс чемпіона світу.
Останній бій у професійній кар'єрі Круса відбувся 28 вересня 1968 року в Анхелесі, Філіппіни, де він був нокаутований у третьому раунді Фелом Педрансою.